# Югорски Шар
Юго̀рски Шар (на руски: Югорский Шар) е проток между остров Вайгач на северозапад и брега на Европа (Югорски полуостров) на югоизток, като свързва Баренцово море на югозапад с Карско море на североизток. Дължина 39 km, ширина от 2,5 до 12 km, максимална дълбочина 36 m. Бреговете му са стръмни. Голяма част от годината е покрит с ледове.